# Tren Renard

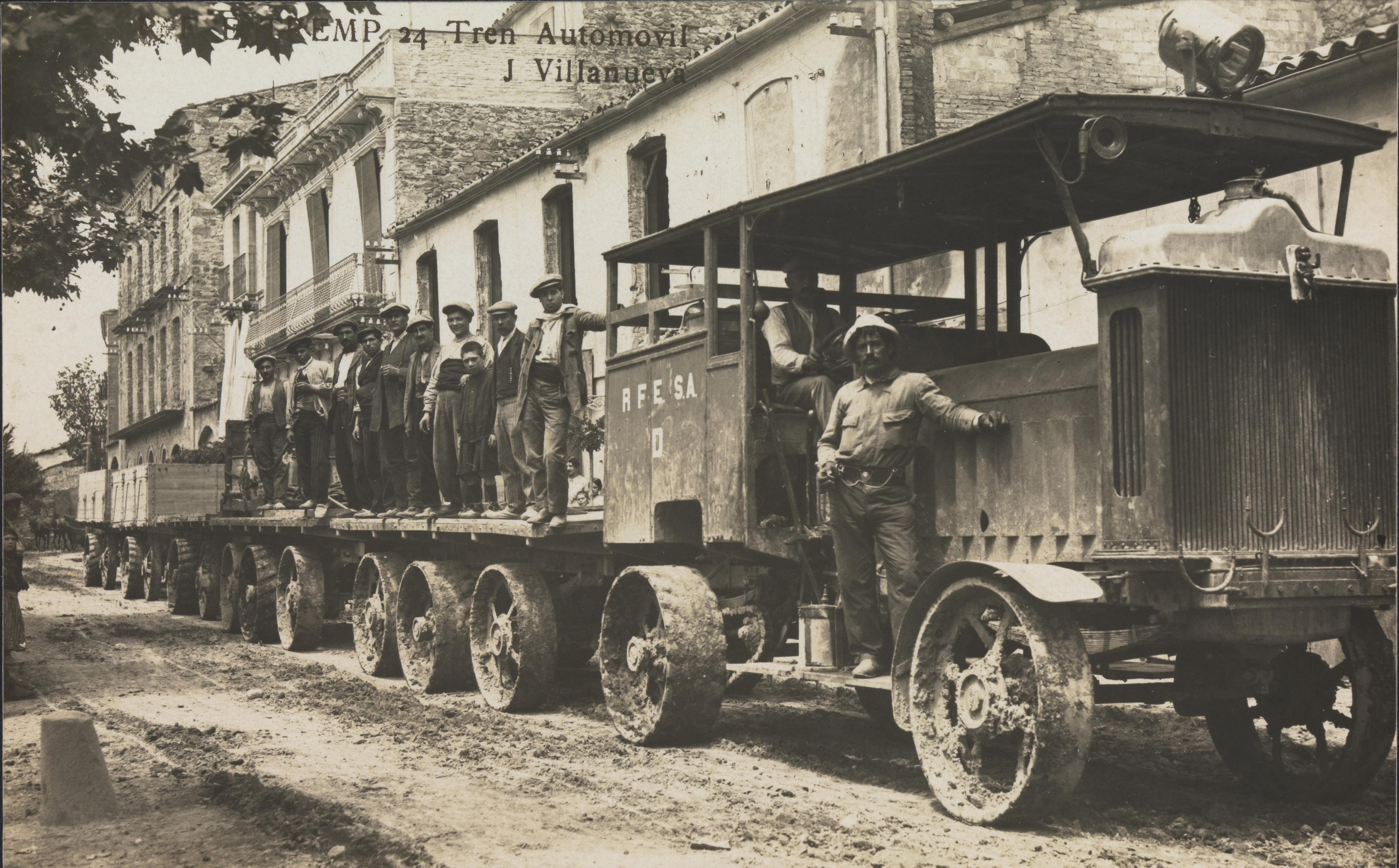
Tren Renard amb unitat tractora Daimler, amb els 4 vagons Renard, a Tremp.

Un tren Renard fou un tipus de vagó de tres eixos ideat pel militar francès Charles Renard el 1903 que creava un vehicle articulat, permetent que totes les unitats que l'integraven tinguessin moviment de balanceig (de costat a costat), d'inclinació (endavant i endarrere) i de viratge (direcció) mentre les seves rodes tinguessin tracció i viratge amb l'objectiu de transportar càrregues molt pesants per camins i carreteres. En un primer moment les unitats tractores eren per màquines de vapor dissenyades per rodar sense necessitat de via fèrria, conegudes com locomòbils, i posteriorment per motors de combustió interna.
Fins al moment de la seva creació, pel transport de càrregues s'usava una unitat tractora que arrossegava diversos vagons. Això provocava diversos problemes:
- Les rodes motius del tractor no tenien prou adherència al terreny per moure tota la càrrega. Per solucionar-ho, era necessari llastrar-lo per augmentar la seva adherència i vèncer així la resistència al moviment de la resta dels vehicles remolcats, de manera que gran part de l'esforç del motor es destinava a la pròpia unitat tractora.
- El guiat del conjunt de vehicles, que tenien la tendència a obrir-se en els revolts.
- La tendència a bolcar en la transició en el canvi d'alineació recta-corba o viceversa.

La innovació de Charles Renard consistia en que la unitat tractora, a través d'una junta de Cardan, permetia que tots els vagons tinguessin rodes tractores. Per un altre eix el viratge de la unitat tractora era transmès als vagons. I per solucionar el tercer problema es va incorporar en els vagons una molla solidària amb l'eix del vehicle per compensar el desequilibri en la inclinació. Dels 3 eixos d'un remolc Renard, el primer i l'últim giraven, i l'eix central era tractor. El sistema permetia arrossegar fins a quatre vagons, i cadascun rebia tracció i viratge i també podia transmetre'ls al remolc posterior.
Després de la mort de Charles Renard el 1905, Daimler en va adquirir els drets de fabricació el 1908 i va establir una fàbrica al Regne Unit. Els trens Renard van estar operatius a Catalunya, Regne Unit, França, Alemanya, Canadà, Estats Units, Sud-àfrica i Austràlia, abans que la companyia deixés de produir-ne a l'inici de la Primera Guerra Mundial.

## Els trens Renard a Catalunya

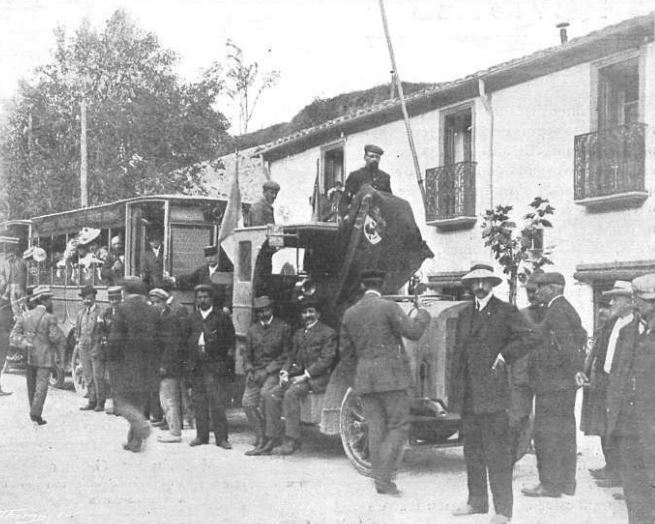
Tren Renard a La Jonquera, en la prova del trajecte entre Ceret i Figueres.

El 2 d’octubre de 1907 es feu una prova de circulació d’un tren Renard entre les localitats de Ceret, al Vallespir, La Jonquera i Figueres, a l'Alt Empordà, amb la intenció de crear una línia regular de transport de viatgers.
Durant el mes de març de 1908 una composició formada per una locomòbil i tres vagons —dos de viatgers, de primera i segona classe, i un per al transport de mercaderies—, desplaçada expressament des de França, va realitzar una demostració del sistema per algunes localitats de la província de Barcelona, sota el patrocini de la Diputació de Barcelona. A Barcelona, tot i que la premsa va fer repetidament referència als avantatges d'implantar aquest mitjà de transport i de l'èxit aconseguit en els assajos, els problemes tècnics que suposava la seva circulació pels carrers de la ciutat, sumat a la forta oposició de les companyies tramviàries davant d'una possible competència, provocaren que aquest sistema de transport finalment fos descartat.
Es va fer un ús molt intens dels trens Renard pel transport de materials en la construcció de les centrals hidroelèctriques catalanes.
- Magí Roca Sanglà, transportista principal d'Energia Elèctrica de Catalunya per les obres de la central hidroelèctrica de Capdella va adquirir 6 tractors a vapor John Fowler amb els corresponents vagons Renard.
- Riegos y Fuerzas del Ebro va adquirir 4 tractors de combustió interna Daimler i 4 vagons per a cadascun, així com 4 tractors John Fowler. Serien utilitzats per a la construcció de la central hidroelèctrica de Talarn i la central de Camarasa. Per a la construcció de l'embassament de Camarasa es van emplear 3 tractors John Fowler amb plataformes Renard, i podien arrossegar fins a 40 tones de càrrega, repartides en diverses plataformes.[7]